# Jezdkovice
Jezdkovice (niem. Jeschkowitz) – gmina w Czechach, w powiecie Opawa, w kraju morawsko-śląskim. Według danych z dnia 1 stycznia 2012 liczyła 224 mieszkańców.